# Javier (Leyte)
Javier is een gemeente in de Filipijnse provincie Leyte op het eiland Leyte. Bij de laatste census in 2007 had de gemeente ruim 23 duizend inwoners.

## Geografie

### Bestuurlijke indeling
Javier is onderverdeeld in de volgende 28 barangays:
| - Abuyogay - Andres Bonifacio - Batug - Binulho - Calzada - Cancayang - Caranhug - Caraye - Casalungan - Comatin - Guindapunan - Inayupan - Laray - Magsaysay | - Malitbogay - Manarug - Manlilisid - Naliwatan - Odiong - Picas Norte - Pinocawan - Poblacion Zone 1 - Poblacion Zone 2 - Rizal - San Sotero - Santa Cruz - Talisayan - Ulhay |

## Demografie
Javier had bij de census van 2007 een inwoneraantal van 23.453 mensen. Dit zijn 596 mensen (2,6%) meer dan bij de vorige census van 2000. De gemiddelde jaarlijkse groei komt daarmee uit op 0,36%, hetgeen lager is dan het landelijk jaarlijks gemiddelde over deze periode (2,04%). Vergeleken met de census van 1995 is het aantal mensen met 1.914 (8,9%) toegenomen.

De bevolkingsdichtheid van Javier was ten tijde van de laatste census, met 23.453 inwoners op 152,7 km², 153,6 mensen per km².